# Raïon de Vsevolojsk
Le raïon de Vsevolojsk (en russe : Всеволожский район, Vsevolojski raïon) est une subdivision administrative de l'oblast de Léningrad, en Russie. Son centre administratif est la ville de Vsevolojsk. Le raïon de Vsevolojsk est avec ses 473 514 habitants le plus peuplé de Russie.

## Géographie
Le raïon couvre une superficie de 3 036,4 km2 dans la partie centrale de l'oblast, dans l'isthme de Carélie. Il est limité par la ville de Saint-Pétersbourg au sud-ouest, par le raïon de Vyborg au nord-ouest, par le raïon de Priozersk au nord, par le lac Ladoga à l'est et par le raïon de Kirovsk au sud-ouest.

## Histoire
Habité par des Finnois d'Ingrie, la république d'Ingrie du Nord y est brièvement créée en 1919-1920.
Le 16 août 1936 le raïon suburbain de Léningrad fut supprimé et sur son territoire furent établis trois jours plus tard les nouveaux raïons de Vsevolojsk, de Krasnoïe Selo (supprimé en 1954), de Pargolovo (supprimé en 1954) et de Pavlovsk (supprimé en 1953).

## Population
Recensements (*) ou estimations de la population
| 1959*   | 1970*   | 1979*   | 1989*   |
| ------- | ------- | ------- | ------- |
| 126 379 | 108 997 | 118 150 | 135 318 |

| 2002*   | 2010*   | 2012    | 2013    |
| ------- | ------- | ------- | ------- |
| 131 233 | 260 478 | 266 553 | 274 591 |

| 2017    | 2021    | - | - |
| ------- | ------- | - | - |
| 326 753 | 473 514 | - | - |

## Administration
Le raïon compte deux villes :
- Vsevolojsk (62 129 habitants en 2013), son centre administratif
- Sertolovo (49 172)

six communes urbaines :
- Imeni Morozova (10 862)
- Kouzmolovski (9 885)
- Imeni Sverdlova (9 488)
- Doubrovka (7 001)
- Toksovo (5 976)
- Rakhia (3 327)

ainsi des communes rurales et villages.
- Jukki
- Koltuji
- Kuivozi
- Leskolovo
- Murino
- Agalatovo
- Bugry
- Romanovka
- Razmetelevo
- Zanevka
- Chtcheglovo
- Novoje Devjatkino